# Megaloctena
Megaloctena is een geslacht van vlinders van de familie spinneruilen (Erebidae), uit de onderfamilie Herminiinae.

## Soorten
- M. alpherakyi Leech, 1900
- M. angulata Leech, 1900
- M. buxivora Owada, 1991
- M. grandis Alphéraky, 1892
- M. mandarina Leech, 1900
- M. sordida Leech, 1900